# クズ属
クズ属（クズぞく、葛属、学名: Pueraria）は、アジア原産の植物15〜20種 からなる属である。クズ属植物の花は、アルコール摂取による反応を低減するために伝統中国医学で用いられており、科学的な研究が現在行なわれている。
クズ属は、ダイズ属、ヤブマメ属、フジボグサ属、テイレリア属、ネオトニア属、プセウドウィグナ属、プセウデミニア属、クズイモ属、インゲン連のその他の属の種と近縁の異なる種からなる多系統群である。

## 種
以下の5種は近縁関係にあり、いくつかはクズの名称が付けられている。5種間の形態学的差異はわずかで、これらの種は互いに交配可能であり、アメリカ合衆国に導入されたクズの集団はこれらのうち一つ以上の種を祖先に持っている。
- P. edulis Pamp.（中国語版）[6]（中国名: 食用葛）
- クズ P. lobata (Willd.) Ohwi[6]（一部では P. montana var. lobata として扱われている）[7]
- タイワンクズ P. montana (Lour.) Merr.[6]
- クズインゲン（中国語版） P. phaseoloides (Roxb.) Benth.[6][8]
- シナクズ P. thomsonii Benth.[6]

その他の種: 
- P. bella
- プエラリア P. mirifica
- P. omeiensis（英語版） Wang et Tang[6]
- P. peduncularis（中国語版） Grah.[6]（中国名: 苦葛）
- P. tuberosa（英語版） (Roxb.ex Willd.) DC.[1]
- P. wallichii（中国語版） (probably does not belong in Pueraria[3])（中国名: 須弥葛）
- P. alopecuroides（中国語版）（中国名: 密花葛）
- P. stricta（中国語版）（中国名: 小花野葛）
- P. calycina（中国語版）（中国名: 黄毛萼葛）